# Antonio Cavoli
Pour les articles homonymes, voir Cavoli.
 (juillet 2025).
Si vous disposez d'ouvrages ou d'articles de référence ou si vous connaissez des sites web de qualité traitant du thème abordé ici, merci de compléter l'article en donnant les références utiles à sa vérifiabilité et en les liant à la section « Notes et références ».
Antonio Cavoli (1er mars 1888 - 22 novembre 1972) est un missionnaire italien actif au Japon.

## Biographie
À l'issue de ses études philosophiques et théologiques, il est ordonné prêtre. Pendant la Première Guerre mondiale, il travaille comme aumônier militaire. Il entre dans l'ordre des Salésiens de Pérouse le 11 janvier 1925 et fait partie de la mission de Vincenzo Cimatti au Japon en 1926. Il est nommé en 1928 supérieur de la paroisse de Miyazaki et offre la charité aux femmes, aux pauvres et aux malades. En décembre 1932, il commence la construction d'un hospice pour les orphelins et les personnes âgées.
Le 15 août 1937, il fonde l'ordre des Sœurs de la charité de Miyazaki (de). Le 8 août 1938, Cimatti confirme la création d'un institut de droit diocésain. Malgré les difficultés rencontrées pendant la Seconde Guerre mondiale, Cavoli reconstruit la congrégation de zéro avec 18 sœurs et 5 novices. Les premiers bâtiments sont fondés à Osaka et Tokyo en 1946. Il reçoit l'approbation du pape en 1948. En 1956, un groupe de sœurs part pour la Corée, et à partir des années 1960, plusieurs branches sont fondées en Amérique latine. 
Il est décoré de l'ordre du Trésor sacré en 1962 par l'empereur Hirohito.

## Source de la traduction
- (de) Cet article est partiellement ou en totalité issu de l’article de Wikipédia en allemand intitulé « Antonio Cavoli » (voir la liste des auteurs).